# 西山孝朗
西山 孝朗（にしやま たかお、1942年1月7日 - 2021年2月以前）は、日本のサッカー選手。ポジションはDF。

## 来歴
早稲田大学在籍時の1964年に日本代表に選出され、同年2月25日のセランゴール州選抜戦で代表デビュー。3月3日のシンガポール戦で国際Aマッチ出場を果たした。また同年8月から9月のヨーロッパ遠征にも参加した。
なお、詳細な没年は不明であるが、2021年2月時点で故人となっている。

## 所属クラブ
- 愛知県立熱田高校[1]
- 早稲田大学[1]
- 豊田自動織機[1]

## 代表歴

### 試合数
- 国際Aマッチ 1試合 0得点(1964)

| 日本代表 | 国際Aマッチ | 国際Aマッチ | その他 | その他 | 期間通算 | 期間通算 |
| 年       | 出場        | 得点        | 出場   | 得点   | 出場     | 得点     |
| -------- | ----------- | ----------- | ------ | ------ | -------- | -------- |
| 1964     | 1           | 0           | 6      | 0      | 7        | 0        |
| 通算     | 1           | 0           | 6      | 0      | 7        | 0        |

### 出場
| No. | 開催日         | 開催都市     | 対戦相手     | 結果 | 監督   | 大会         |
| --- | -------------- | ------------ | ------------ | ---- | ------ | ------------ |
| 1.  | 1964年03月03日 | シンガポール | シンガポール | ○2-1 | 長沼健 | 国際親善試合 |